# Cenwalh
Cenwalh (auch Cenwealh, Cenuualch, Cenuualh, Cenwalch, Cenwall, Coenwalh, Coinualch, Cynewalc, Cynewalh, Kenwealh, Kynewalh etc.; † 672/673) war von 642 bis 672/673, mit einer Unterbrechung in den Jahren 645 bis 648, König der Gewissæ, einer Volksgruppe, die im späten 7. Jahrhundert als „Westsachsen“ das angelsächsische Königreich Wessex bildete.

## Leben

### Familie
Er stammt aus dem Haus Wessex und gilt als Sohn des Cynegils. Cenwalh war zweimal verheiratet; in erster Ehe mit einer Schwester von König Penda von Mercia, die er um 645 verstieß; in zweiter Ehe mit Seaxburg. Nachkommen Cenwalhs sind nicht bekannt.

### Jugend
Die Schlacht von Cirencester 628 gegen den aufstrebenden Penda von Mercia verlief wenig erfolgreich für seinen Vater und endete mit einem Friedensvertrag. Dieser Vertrag sah offenbar die Heirat Cenwalhs mit der Schwester Pendas vor. Auch die Vorherrschaft über die Region um Cirencester im Königreich Hwicce, wo sowohl Angeln als auch Sachsen siedelten, ging an Mercia über. Darin scheint einer der Gründe für die seither südwärts gerichtete Expansion der Gewissæ zu liegen. Diese Schlacht war der Beginn der Rivalität zwischen Wessex und Mercia, die sich bis in das 9. Jahrhundert hinzog.

### Herrschaft
Cenwalh folgte seinem Vater Cynegils im Jahr 642 auf den Thron. 645 überfiel Penda von Mercia die Gewissæ erneut, weil, so Beda Venerabilis, Cenwalh seine Frau, eine Schwester Pendas, verstoßen hatte. Cenwalh floh an den Hof König Annas von East Anglia, der ebenfalls mit Penda verfeindet war. Im Exil wurde Cenwalh, der im Gegensatz zu seinem Vater und seinem Bruder noch nicht getauft war, von Anna 646 zum Christentum bekehrt und von Bischof Felix getauft. Wer während seines Exils die Herrschaft über sein Königreich ausübte, ist unbekannt. Möglicherweise regierte Cenberht, der Vater des späteren Königs Caedwalla, in dieser Zeit.
648 gelangte Cenwalh unter unbekannten Umständen wieder an die Macht. Sein Neffe Cuthred, der Sohn seines 636 gestorbenen Bruders Cwichelm, erhob vermutlich ebenfalls Ansprüche auf den Thron. Cenwalh übertrug Cuthred im Jahr 648 riesige Ländereien von 3000 hidas bei Ashdown in Berkshire, einem zwischen den Gewissæ und Mercia umstrittenen Gebiet. Das Gebiet entsprach fast der Hälfte eines Königreiches wie Lindsey, Sussex oder Essex. Cuthred und auch Cenberht scheinen subreguli („Unterkönige“) gewesen zu sein. Als Bischof Birinus im Jahr 650 starb, setzte Cenwalh Agilbert, einen Franken, der in Irland studiert hatte, als neuen Bischof in Dorchester-on-Thames ein. Zu Northumbria unterhielt Cenwalh, wie auch schon sein Vater, gute Kontakte. Die gemeinsame Feindschaft zu Mercia, aber auch Verbindungen des westsächsischen Bischofs Agilbert zum northumbrischen Klerus, ermöglichte es Cenwalh auf eine Versöhnung des deirischen Unterkönigs Ealhfrith (656–664) mit Bischof Wilfrid hinzuwirken.
Im Jahr 652 führte Cenwalh eine Schlacht bei Bradford-on-Avon. Sein Gegner und die Hintergründe wurden nicht überliefert, doch ist eine Auseinandersetzung mit Mercia wahrscheinlicher als Kämpfe gegen Briten. 658 schlug Cenwalh die Walas (Briten) bei Peonnan (unsicher, vermutlich Penselwood in Somerset) in die Flucht und verfolgte sie bis zum Fluss Parrett. Trotz dieses Sieges spitzte sich die Lage an der Nordgrenze zu und führte zu einer Verlagerung seiner Einflusssphäre nach Südwesten. Das jütische südliche Hampshire und britische Gebiete im westlichen Wiltshire, Dorset und Somerset fielen wohl während Cenwalhs Herrschaft an die Gewissæ.
Um 660 errichtete Cenwalh ein neues Bistum in Winchester und setzte dort Wina (660–663) als ersten Bischof ein. Es war Cenwalh offenbar nicht mehr möglich, das Gebiet an der oberen Themse zu schützen. Bischof Agilbert verließ England im Jahr 660. 661 fiel Wulfhere von Mercia in Wessex ein. Cenwalh stellte sich bei Posentesbyrg (Lage unbekannt) zur Schlacht. Von Wulfhere verfolgt musste er sich aber bis Ashdown in Berkshire zurückziehen. Cenwalh entzweite sich um 663 mit Bischof Wina, der zu Wulfhere nach Mercia floh. Die Gewissæ blieben einige Jahre ohne Bischof, bis Cenwalh Agilbert zur Rückkehr bewegen wollte. Jener war inzwischen Bischof von Paris geworden, arrangierte aber, dass sein Neffe Leuthhere 670 an seiner Stelle zum Bischof ernannt und durch Erzbischof Theodor von Canterbury geweiht wurde. Cenwalh genießt in Winchester hohes Ansehen, doch sind die Landschenkungen anlässlich der Gründung des Bistums nicht durch zeitgenössische Chartas belegt. Die ursprüngliche, dem Heiligen Peter geweihte, „Church of Old Minster“ konnte jedoch durch archäologische Ausgrabungen als streng geometrischer steinerner Kirchenbau aus seiner Zeit nachgewiesen werden. Auch spätere Urkunden nehmen auf Cenwalhs Stiftung Bezug.
Das Kloster „Sherborne Abbey“ in Sherborne (Dorset) geht wohl auf eine Kirchenstiftung Cenwalhs zurück. Die Echtheit einer diesbezüglichen Charta ist jedoch umstritten. In Sherborne, dem vormaligen britischen Lanprobus, stand bereits in vorsächsischer Zeit eine Kirche. Eine Charta aus dem Jahr 670 beurkundet eine Landschenkung an Beorhtwald, den Abt von Glastonbury Abbey, ist jedoch wahrscheinlich eine Fälschung. Im Jahr 672 nahm Cenwalh für einige Zeit Benedict Biscop an seinem Hof auf, der gerade von seiner vierten Reise aus Rom nach England zurückgekehrt war.
Nach der Angelsächsischen Chronik starb Cenwalh 672 und seine zweite Frau Seaxburg übernahm für ein Jahr die Herrschaft. Sie scheint, was einzigartig in der angelsächsischen Geschichte ist, nicht als Regentin, sondern aus eigenem Recht geherrscht zu haben. Sie ist die einzige Königin die in den angelsächsischen Königslisten genannt wird. Beda hingegen berichtete, dass das Reich zwischen den Unterkönigen aufgeteilt wurde. Diese Reichsteilung scheint wahrscheinlicher.